# 초촌면
초촌면(草村面)은 대한민국 충청남도 부여군의 면이다.

## 행정 구역
- 응평리(鷹坪里): 행정복지센터 소재지.
- 산직리(山直里)
- 세탑리(細塔里)
- 소사리(素沙里)
- 송국리(松菊里)
- 송정리(松丁里)
- 신암리(莘巖里)
- 연화리(蓮花里)
- 진호리(眞湖里)
- 초평리(草坪里)
- 추양리(楸陽里)

## 학교
- 초촌초등학교 (응평리)
- 소사초등학교 (폐교) - 초촌면 소호로 71 (소사리)